# Ṙowdik Mkrtčyan
Ṙowdik Mkrtčyan (in armeno Ռուդիկ Մկրտչյան?; Artik, 11 novembre 1993) è un calciatore armeno, centrocampista dello Širak.

## Carriera

### Club
Cresciuto nel settore giovanile del Širak, ha esordito in prima squadra il 20 maggio 2017, disputando l'incontro di campionato vinto per 2-3 contro l'Ararat; nel 2021 si trasferisce all'Ararat.

### Nazionale
Ha giocato nella nazionale armena Under-21.

## Statistiche

### Presenze e reti nei club
Statistiche aggiornate al 4 giugno 2022.
| Stagione        | Squadra         | Campionato      | Campionato | Campionato | Coppe nazionali | Coppe nazionali | Coppe nazionali | Coppe continentali | Coppe continentali | Coppe continentali | Altre coppe | Altre coppe | Altre coppe | Totale | Totale |
| Stagione        | Squadra         | Comp            | Pres       | Reti       | Comp            | Pres            | Reti            | Comp               | Pres               | Reti               | Comp        | Pres        | Reti        | Pres   | Reti   |
| --------------- | --------------- | --------------- | ---------- | ---------- | --------------- | --------------- | --------------- | ------------------ | ------------------ | ------------------ | ----------- | ----------- | ----------- | ------ | ------ |
| mag. 2017       | Širak           | BC              | 2          | 0          | CA              | -               | -               | UEL                | -                  | -                  |             | -           | -           | 2      | 0      |
| 2017-2018       | Širak           | BC              | 13         | 0          | CA              | 3               | 0               | UEL                | 0                  | 0                  | SA          | 1           | 0           | 17     | 0      |
| 2018-2019       | Širak           | BC              | 24         | 1          | CA              | 2               | 0               |                    | -                  | -                  |             | -           | -           | 26     | 1      |
| 2019-2020       | Širak           | BC              | 17         | 1          | CA              | 1               | 0               |                    | -                  | -                  |             | -           | -           | 18     | 1      |
| 2020-2021       | Širak           | BC              | 20         | 1          | CA              | 2               | 0               | UEL                | 0                  | 0                  |             | -           | -           | 22     | 1      |
| Totale Širak    | Totale Širak    | Totale Širak    | 76         | 3          |                 | 8               | 0               |                    | 0                  | 0                  |             | 1           | 0           | 85     | 3      |
| 2021-2022       | Ararat          | BC              | 23         | 1          | CA              | 1               | 0               | UECL               | 0                  | 0                  | SA          | 1           | 0           | 25     | 1      |
| Totale carriera | Totale carriera | Totale carriera | 99         | 4          |                 | 9               | 0               |                    | 0                  | 0                  |             | 2           | 0           | 110    | 4      |

## Palmarès

### Club

#### Competizioni nazionali
- Supercoppa d'Armenia: 1

Širak: 2017